# Vilankulo FC
Vilankulo FC is een Mozambikaanse voetbalploeg uit Vilankulo. De club speelt in de Moçambola, de hoogste klasse. 